# Rákospalota-Újpest vasútállomás
Rákospalota-Újpest vasútállomás egy budapesti vasútállomás, melyet a MÁV üzemeltet.

## Története
A vasútállomás az 1846. július 15-én megnyílt első magyar vasútvonal (Budapest–Szob-vasútvonal) első Budapesten kívüli állomása volt. Az akkori állomásépület a maihoz képest Vác irányában feljebb épült fel Palota néven. A vasútállomás átadásától kezdődően az új közlekedési lehetőség jelentős hatást gyakorolt Rákospalota község életére. Évekig jelentős kirándulóhellyé vált a község, a Park (ma: Szilágyi) utcában több vendéglő is működött, az ún. Nyaralótelep pedig a Pestről kiköltöző polgárság beépítései nyomán alakult villanegyeddé (a mai Sződliget utca és környéke). Az ide érkező napi négy vonat elevenebb ütemű életet jelentett Rákospalotán.

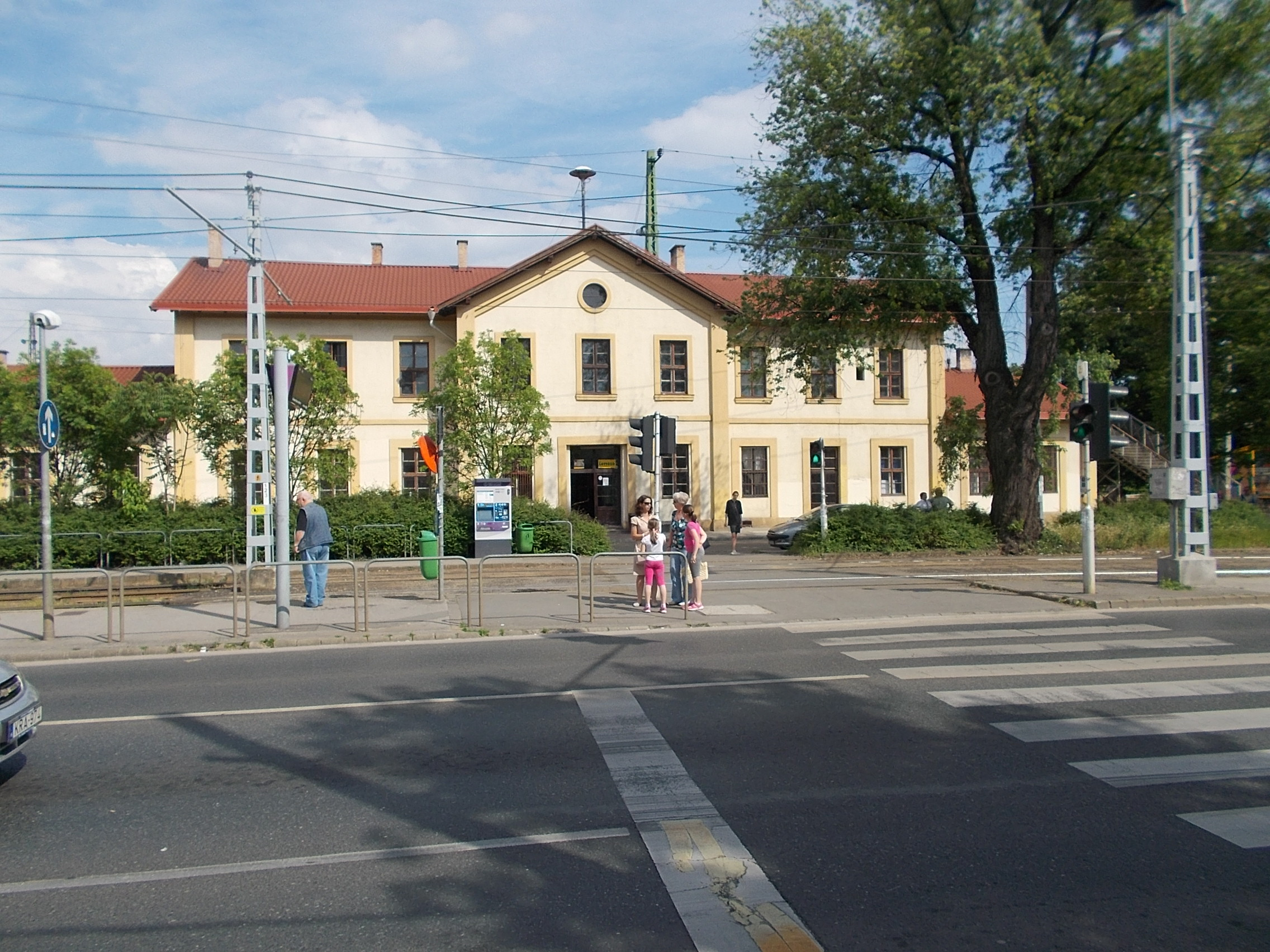
Az állomás épülete

A ma ismert állomásépület 1881-re készült el. 1894-ben nevét az egyre terjeszkedő Újpestre való tekintettel Palota-Újpestre változtatták. 1896-ban az újpesti Árpád út és a rákospalotai Fő út között egy egyvágányos villamos-felüljárót építettek, hogy az Újpest és Palota közötti villamosforgalom akadálymentesen haladhasson át a vasútvonal fölött (az aluljáró fémszerkezetű volt, de faburkolatú, ezért sokan fahídként emlékeznek rá). A villamos-felüljáró – mely közel száz évig „zárta” a vasútállomást annak Nyugati pályaudvar felé eső végén – mellett egy sorompós vasúti átjáró működött a közúti és gyalogosforgalom számára. Az állomás neve még 1905-ben is Palota-Újpest, majd csak 1907-ben olvasható először a ma is használatos Rákospalota-Újpest elnevezés.
1911. szeptember 3-án nyílt meg a Vác–Budapest–Gödöllő villamosított helyiérdekű vasút, melynek egyik végpontja (a nevében szereplő Budapesttel ellentétben) Rákospalotán volt. A vonal magánvasút lévén nem csatlakozhatott a MÁV sínjeihez, ezért a mai Kovácsi Kálmán térnél egy vasúti felüljárón hidalták át a váci vonalat. A felüljáró a második világháború végéig állt, akkor felrobbantották és nem építették újra. A vasútállomás tehát 1911-től a MÁV és a Vác–Budapest–Veresegyház–Gödöllő (VBG) Helyi Érdekű Villamos Vasút nevű vasúttársaságok szerelvényeit is fogadta (ennek egy része ma a Budapest–Vácrátót–Vác-vasútvonal, másik része az 1970-ben megszüntetett Veresegyház–Gödöllő-vasútvonal). 1944-ben nem csak a helyiérdekű vasút felüljáróját, de a villamosét is felrobbantották a németek, míg a szovjet csapatok a villamosított vasútvonal oszlopait és vezetékeit döntötték ki, így a veresegyházi vonal villamosítása a világháború végén megszűnt. A váci és veresegyházi vonalak (újra)villamosítására az 1970-es évekig várni kellett. A világháborút követően újjáépített villamos-felüljárót 1971-ben bontották le, mert az újravillamosításhoz szükséges űrszelvényt nem tudták biztosítani a vasút számára. A Szob–Párkány vasútvonal – és ezzel Rákospalota-Újpest vasútállomás – újravillamosítását 1971. december 22-én adták át. A régi kiváltására 1974. november 6-án adták át az Árpád úti felüljárót, amely azóta az Árpád út és a Hubay Jenő tér között köti össze Újpestet Rákospalotával. Ekkor a vasútállomás déli végén (a Fő út – akkor: Dózsa György út) vonalában húzódó szintbeni közúti átjárót megszüntették és azóta csak gyalogos forgalom zajlik ott. 2019-ben a 3. a 4. és az 5. vágányon végzett felépítménycserét követően a 3. és a 4. átmenő fővágány visszakapta a 80 km/h engedélyezett sebességet és lebontották a Szilágyi utca felőli oldalon álló romos raktárépületet. A bejárati és a kijárati váltókörzetben maradt a 60 km/h lassújel.

## Vasútvonalak
Az állomást az alábbi vasútvonalak érintik:
- Budapest–Szob-vasútvonal
- Budapest–Vácrátót–Vác-vasútvonal
- Angyalföld elágazás–Rákospalota-Újpest-vasútvonal

## Kapcsolódó állomások
A vasútállomáshoz az alábbi állomások vannak a legközelebb:
- Istvántelek megállóhely
- Rákospalota-Kertváros megállóhely
- Dunakeszi alsó megállóhely
- Rákosrendező elágazás

## Megközelítés budapesti tömegközlekedéssel
- Busz:  96, 121, 124, 225, 270, 296, 296A
- Villamos:  12, 14

## Forgalom
| Járat                  | Útvonal | Gyakoriság                                                                                 |
| ---------------------- | --- | ------------------------------------------------------------------------------------------ |
| S70                    | Budapest-Nyugati – Rákosrendező – Istvántelek – Rákospalota-Újpest – Dunakeszi alsó – Dunakeszi – Dunakeszi-Gyártelep – Alsógöd – Göd – Felsőgöd – Sződ-Sződliget – Vác-Alsóváros – Vác (– Verőce – Kismaros – Nagymaros-Visegrád – Nagymaros – Zebegény – Szob alsó – Szob) | Félóránként, hétvégén éjszaka óránként                                                     |
| G70                    | Budapest-Nyugati – Rákosrendező – Rákospalota-Újpest – Dunakeszi – Dunakeszi-Gyártelep – Felsőgöd – Vác-Alsóváros – Vác – Verőce – Kismaros – Nagymaros-Visegrád – Nagymaros – Zebegény – Szob alsó – Szob | Munkanapokon csúcsidőben óránként, szombaton reggel 3 Budapest felé és hétvégén napi 2 pár |
| S71                    | Budapest-Nyugati – Rákosrendező – Istvántelek – Rákospalota-Újpest – Rákospalota-Kertváros – Alagimajor – Fót – Fótújfalu – Fótfürdő – Csomád – Ivacs – Veresegyház – Erdőkertes – Vicziántelep – Őrbottyán – Rudnaykert – Váchartyán – Csörög – Máriaudvar – Vác-Alsóváros – Vác | Óránként                                                                                   |
| G71                    | Budapest-Nyugati – Rákospalota-Újpest – Fót – Fótújfalu – Ivacs – Veresegyház – Erdőkertes – Vicziántelep – Őrbottyán – Rudnaykert – Váchartyán – Vácrátót – Csörög – Máriaudvar – Vác-Alsóváros – Vác | Csúcsidőben óránként                                                                       |
| Jégmadár expresszvonat | Szob – Szob alsó – Zebegény – Nagymaros – Nagymaros-Visegrád – Kismaros – Verőce – Vác – Vác-Alsóváros – Felsőgöd – Dunakeszi-Gyártelep – Rákospalota-Újpest – Kőbánya felső – Budapest-Kelenföld – Velence – Székesfehérvár – Balatonaliga – Szabadisóstó – Szabadifürdő – Siófok – Balatonszéplak felső – Balatonszéplak alsó – Zamárdi felső – Zamárdi – Szántód – Balatonföldvár – Balatonszemes – Balatonlelle – Balatonboglár – Fonyódliget – Fonyód | Nyáron napi 1 pár                                                                          |